# Bercenay-le-Hayer
Bercenay-le-Hayer település Franciaországban, Aube megyében. Lakosainak száma 190 fő (2022. január 1.). Bercenay-le-Hayer Bourdenay, Marcilly-le-Hayer, Pouy-sur-Vannes és Courgenay községekkel határos.

## Népesség
A település népességének változása:
| Lakosok száma | 141  | 155  | 172  | 184  | 189  | 194  | 194  | 197  | 194  | 190  |
|               | 2006 | 2011 | 2013 | 2015 | 2016 | 2018 | 2019 | 2020 | 2021 | 2022 |